# Please Madame
Please Madame ist eine österreichische Indie-Rock-Band aus Salzburg.

## Geschichte
Gegründet wurde die Band 2010 von Dominik Wendl (Gesang, Gitarre), Laurenz Strasser (Gitarre), Martin Pöheim (Gitarre) und Benjamin Wendl (Bass). Merlin Delic (Schlagzeug) stieß 2012 zur Band. Benjamin Wendl verließ Please Madame 2013, Martin Pöheim wechselte von der Gitarre zum Bass.
Nach ersten Konzerten und Studioaufnahmen war die Band am 22. Dezember 2014 zusammen mit der Antilopen Gang musikalischer Gast bei der ProSieben-Sendung Circus HalliGalli. Ihre Debütsingles Be My Ending und 2020 wurden daraufhin tausendfach geklickt. Ein Vertrag mit der deutschen Bookingagentur MSK Meistersinger folgte.
Im November 2015 erschien das Debütalbum Escape the Nest, mit dem die Band ihre erste Headline-Tour durch Österreich, Deutschland und Schweiz spielte, ehe ein Festivalsommer mit Auftritten u. a. am Szene Openair, Donauinselfest und Nova Rock Festival folgten. Im Dezember 2015 begleitete Please Madame die deutsche Indie-Pop-Band Mia bei deren Deutschland-Terminen.
2016 wurde die Band mit dem Austrian Newcomer Award prämiert.
Im Jänner 2017 wurde das Quartett mit dem Heimo Erbse Förderpreis, einem Preis für junge Salzburger Musiker, ausgezeichnet. Im März traten die vier Salzburger als Vorgruppe für die amerikanische Pop-Künstlerin LP bei deren Österreich-Tour auf. Im Mai 2017 folgte die 4-Track-EP Back to the Start. Nachdem Merlin Delic aus beruflichen Gründen die Band verlassen hatte, folgte ihm Niklas Mayr als Schlagzeuger nach. Im Herbst spielte Please Madame vor der britischen Band Hurts im Wiener Gasometer und begann mit den Aufnahmen für das Album Young Understanding, das im April 2018 erschien. Im August 2018 und 2019 spielten Please Madame auf dem Frequency Festival.
2021 wurde das drittes Studioalbum der Band veröffentlicht, dieses erreichte Platz 25 der österreichischen Charts. Im Vorfeld wurden die Singles Same Again und Comfort veröffentlicht. Das Album wurde von Mario Fartacek (Mynth) und Georg Gabler (u. a. Mondscheiner, Mother’s Cake) produziert.

## Diskografie
Alben
- 2015: Escape the Nest (Late Hour Music)
- 2018: Young Understanding (Kleio Records)
- 2021: Angry Boys, Angry Girls (Kleio Records)
- 2024: Easy Tiger (12PM RECORDS)

EPs
- 2017: Back to the Start (Late Hour Music)

## Auszeichnungen
- 2016: Austrian Newcomer Award
- 2017: Heimo Erbse Förderpreis